# Яно Кісьо
Яно Кісьо (яп. 矢野 貴章, нар. 5 квітня 1984, Шідзуока) — японський футболіст.

## Виступи за збірну
2007 року дебютував в офіційних матчах у складі національної збірної Японії. Відтоді провів у формі головної команди країни 19 матчів.

## Статистика виступів
| Збірна Японії | Збірна Японії | Збірна Японії |
| Роки          | Ігри          | голи          |
| ------------- | ------------- | ------------- |
| 2007          | 7             | 1             |
| 2008          | 5             | 0             |
| 2009          | 4             | 1             |
| 2010          | 3             | 0             |
| Усього        | 19            | 2             |